# Митрохіна Галина Сергіївна
Галина Сергіївна Митро́хіна (нар. 6 вересня 1929, Аткарськ — пом. 29 жовтня 2017, Київ) — українська художниця декоративно-ужиткового мистецтва; член Спілки радянських художників України з 1982 року. Дружина графіка Юрія Митрохіна.

## Біографія
Народилася 6 вересня 1929 року у місті Аткарську (нині Аткарський район Саратовської області, Росія). 1954 року закінчила Саратовське художнє училище, де навчалась зокрема у Олександра Скворцова, Бориса Миловидова.
Жила в Києві, в будинку на вулиці Червоноткацькій, № 22 а, квартира № 17. Померла в Києві 29 жовтня 2017 року.

## Творчість
Працювала в галузі декоративно-ужиткового мистецтва (моделювання одягу). Серед робіт комплекти жіночого одягу: «Контраст», «Карпати», «Верховина», «Ужгород», «Вулиці Львова», «Хрещатик», «Оксамит», «Полонина», «Щедрівки», «Ранок», «1500 років Києву», «Полудень», «Сутінки», «Золоті ворота», «Ярославна», «Либідь», «Софія», «Золотий ранок», «Смерека».